# Dorcadion becerrae
Dorcadion becerrae là một loài bọ cánh cứng trong họ Cerambycidae.